# Serravalle di Chienti
Serravalle di Chienti är en ort och kommun i provinsen Macerata i regionen Marche i Italien. Kommunen hade 1 009 invånare (2018).